# Erica humidicola
Erica humidicola är en ljungväxtart som beskrevs av E.G.H. Oliver. Erica humidicola ingår i släktet klockljungssläktet, och familjen ljungväxter. Inga underarter finns listade i Catalogue of Life.